# Håsjön, Ångermanland
Håsjön är en sjö i Sollefteå kommun i Ångermanland och ingår i Ångermanälvens huvudavrinningsområde. Sjön är 12,2 meter djup, har en yta på 0,358 kvadratkilometer och är belägen 302,1 meter över havet. Sjön avvattnas av vattendraget Stor-Lungnan (Håsjöån).

## Delavrinningsområde
Håsjön ingår i det delavrinningsområde (704065-152224) som SMHI kallar för Utloppet av Håsjön. Medelhöjden är 316 meter över havet och ytan är 3,16 kvadratkilometer. Räknas de 9 avrinningsområdena uppströms in blir den ackumulerade arean 78,52 kvadratkilometer. Stor-Lungnan (Håsjöån) som avvattnar avrinningsområdet har biflödesordning 4, vilket innebär att vattnet flödar genom totalt 4 vattendrag innan det når havet efter 151 kilometer. Avrinningsområdet består mestadels av skog (75 procent). Avrinningsområdet har 0,36 kvadratkilometer vattenytor vilket ger det en sjöprocent på 11,3 procent.